# Swertia filicaulis
Swertia filicaulis är en gentianaväxtart som beskrevs av Ernest Friedrich Gilg. Swertia filicaulis ingår i släktet Swertia och familjen gentianaväxter. Inga underarter finns listade i Catalogue of Life.